# Dazhai
Dazhai (大寨 ; pinyin : Dàzhài) est un village de la province chinoise du Shanxi, situé dans le district de Xiyang. Dazhai est devenu célèbre en Chine dans les années 1960, lorsque Mao Zedong a présenté le village et les quelques centaines de fermiers qui y vivaient comme un modèle pour tous les fermiers du pays.
En 1963, une inondation menace le village et la récolte, et le chef du bourg Chen Yonggui galvanise la population pour lutter contre les ravages de l'eau.
Le sinologue Simon Leys explique dans son ouvrage Ombres chinoises que l'ensemble de la Chine était couverte de la propagande « Imitons l'exemple de Dazhai ». Or les travaux, supposés exécutés par les villageois, sont en fait, pour partie, l'œuvre des soldats de l'Armée Populaire de Libération.

## Tourisme
Dazhai obtient en 2022 le label Meilleurs villages touristiques de l'Organisation mondiale du tourisme.